# Węgry (gromada w powiecie wrocławskim)
Węgry – dawna gromada, czyli najmniejsza jednostka podziału terytorialnego Polskiej Rzeczypospolitej Ludowej w latach 1954–1972.
Gromady, z gromadzkimi radami narodowymi (GRN) jako organami władzy najniższego stopnia na wsi, funkcjonowały od reformy reorganizującej administrację wiejską przeprowadzonej jesienią 1954 do momentu ich zniesienia z dniem 1 stycznia 1973, tym samym wypierając organizację gminną w latach 1954–1972.
Gromadę Węgry z siedzibą GRN w Węgrach utworzono – jako jedną z 8759 gromad na obszarze Polski – w powiecie wrocławskim w woj. wrocławskim, na mocy uchwały nr 32/54 WRN we Wrocławiu z dnia 2 października 1954. W skład jednostki weszły obszary dotychczasowych gromad Węgry, Bogunów, Brzeście, Brzoza, Polakowice, Racławice Małe, Boguszyce, Marcinkowice, Nowy Ślęszów i Stary Ślęszów ze zniesionej gminy Żórawina w tymże powiecie oraz Nowojowice ze zniesionej gminy Domaniów w powiecie oławskim w tymże województwie. Dla gromady ustalono 18 członków gromadzkiej rady narodowej.
1 stycznia 1960 do gromady Węgry włączono wieś Wilkowice ze zniesionej gromady Mnichowice w tymże powiecie.
31 grudnia 1961 do gromady Węgry włączono wieś Przecławice ze zniesionej gromady Jaksonów w tymże powiecie.
1 stycznia 1972 gromadę zniesiono, a jej obszar włączono do gromady Żórawina, oprócz wsi Przecławice, którą włączono do gromady Kobierzyce w tymże powiecie.